# Tmarus soricinus
Tmarus soricinus là một loài nhện trong họ Thomisidae.
Loài này thuộc chi Tmarus. Tmarus soricinus được Eugène Simon miêu tả năm 1906.